# Lophodaxa labandina
Lophodaxa labandina är en fjärilsart som beskrevs av George Francis Hampson 1926. Lophodaxa labandina ingår i släktet Lophodaxa och familjen nattflyn. Inga underarter finns listade i Catalogue of Life.